# Хабр Карьера
Хабр Карьера (бывший «Мой круг») — карьерный сервис для ИТ-специалистов. Предоставляет услуги по подбору персонала и поиску работы, развивает сервис зарплат (сбор статистики по зарплатам ИТ-специалистов в России) и сервис оценок компаний (рейтинги ИТ-компаний от текущих и бывших сотрудников). Изначально «Мой круг» принадлежал компании «Яндекс», а с 8 июня 2015 года новым владельцем проекта стала компания «Хабр».

## История
Официальной датой создания сети «Мой круг» считается 18 ноября 2005 года. В этот день был зарегистрирован первый пользователь, не входящий в команду разработчиков. Созданием проекта занималась группа выпускников МФТИ, МГУ и РЭШ. Далее проект быстро развивался, постепенно обрастая функциональностью, пока 27 марта 2007 года не был куплен компанией «Яндекс». 8 июня 2015 года было объявлено о продаже проекта компании «Тематические медиа» («ТМ»).
В начале 2009 года к сервису был подключен экспорт вакансий из крупнейших тематических сайтов: hh.ru и rabota.mail.ru. К середине 2009 года место на сайте получили не только сотрудники, но и организации.
С 2010 года появилась возможность редактировать уровни доступа к информации о компании и управлять лентой событий. Помимо места работы и учёбы пользователь в настоящее время может обозначить своё присутствие в крупнейших социальных сетях, оставить рекомендацию на книгу, блог, услугу или конкретного человека. В 2011 году «Мой круг» завершил процесс интеграции с социальными платформами — появилась возможность поиска друзей через аккаунты Facebook, Твиттер, Живой Журнал и LinkedIn.
После приобретения компанией ТМ оригинальная идея сайта (круги) прекратила своё существование. По факту, новый «Мой круг» является ребрендингом прошлого сервиса ТМ — Brainstorage, прекратившего своё существование при завершении бета-теста нового дизайна «Мой круг».
В России, в соответствии с «законом о блогерах» сеть признана организатором распространения информации и 20.08.2015 занесена в соответствующий реестр под номером 38-РР.
В ноябре 2017 года «Мой круг» запустил справочник, который позволяет узнать заработки в той или иной сфере IT.
В июле 2018 года на «Моем круге» появились оценки компаний. 
В мае 2019 на сервисе добавлена возможность дополнить резюме специалиста информацией о пройденных курсах.

## Возможности сети

### Поиск работы
Компании на «Моём круге» постоянно публикуют новые вакансии. Наличие развернутого резюме повышает шансы быть приглашенным на собеседование. 

### HR менеджмент
Данный ресурс стоит использовать и в рамках деятельности HR-ов. Самое важное, что посредством подачи информации на «Моём круге» менеджеры по работе с персоналом могут создавать имидж компании как работодателя, модерируя созданную здесь страничку и добавляя информацию об изменениях и карьерных движениях сотрудников, новостях и политике компании. Бренд — важный атрибут любой компании, и её имидж, безусловно, влияет на формирование общественного мнения вокруг организации в целом. Бренд, как основной нематериальный актив, может работать как на процветание бизнеса, так и на его уничтожение. Поэтому сейчас HR менеджеры уделяют столь пристальное внимание брендингу, поддержанию должного уровня доверия и лояльности общества. Ведь это работает не только на личное продвижение и статус HR-ов, но и на благо компании. Способов создания правильного бренда существует великое множество, пожалуй, самое сложное, что работа над его созданием должна идти постоянно.
Хабр Карьера — это эффективный способ рекламы деятельности компании. Описание проектов, внедрение новых технологий, введение новых услуг, внутренняя политика компании и её основные аспекты, размещение фоторепортажей из жизни компании — все это дополнительные инструменты для создания бренда, а значит, нужные вещи для HR-ов.
Просмотр карьерных путей сотрудников, пришедших и ушедших из компаний, их образования и деловых связей является немаловажными аспектами в работе HR менеджера над созданием базы данных и структуризации знаний по рынку труда в целом. Кроме того, ресурс предоставляет возможность для размещения вакансий и поиска с помощью созданной сети контактов кандидатов на открытые позиции.

### Статистика по зарплатам
С помощью сервиса можно узнать, сколько зарабатывают специалисты в той или иной сфере ИТ. 

### Оценки компаний
С помощью сервиса каждый желающий может узнать, что думают о компании как о работодателе её текущие и бывшие сотрудники. Задача сервиса — сделать рынок труда в ИТ более прозрачным и упростить для работодателей и соискателей поиск друг друга.

### Глобальные изменения
С конца 2019 года был переименован в Хабр Карьера.